# Parque nacional Eurobodalla
Eurobodalla es un parque nacional en Nueva Gales del Sur (Australia), ubicado a 268 km al suroeste de Sídney.

## Datos
- Área: 23 km²
- Coordenadas: 36°07′50″S 150°06′56″E / -36.13056, 150.11556
- Fecha de Creación: 22 de diciembre de 1995
- Administración: Servicio Para la Vida Salvaje y los Parques Nacionales de Nueva Gales del Sur
- Categoría IUCN: II

Véase también: Zonas protegidas de Nueva Gales del Sur

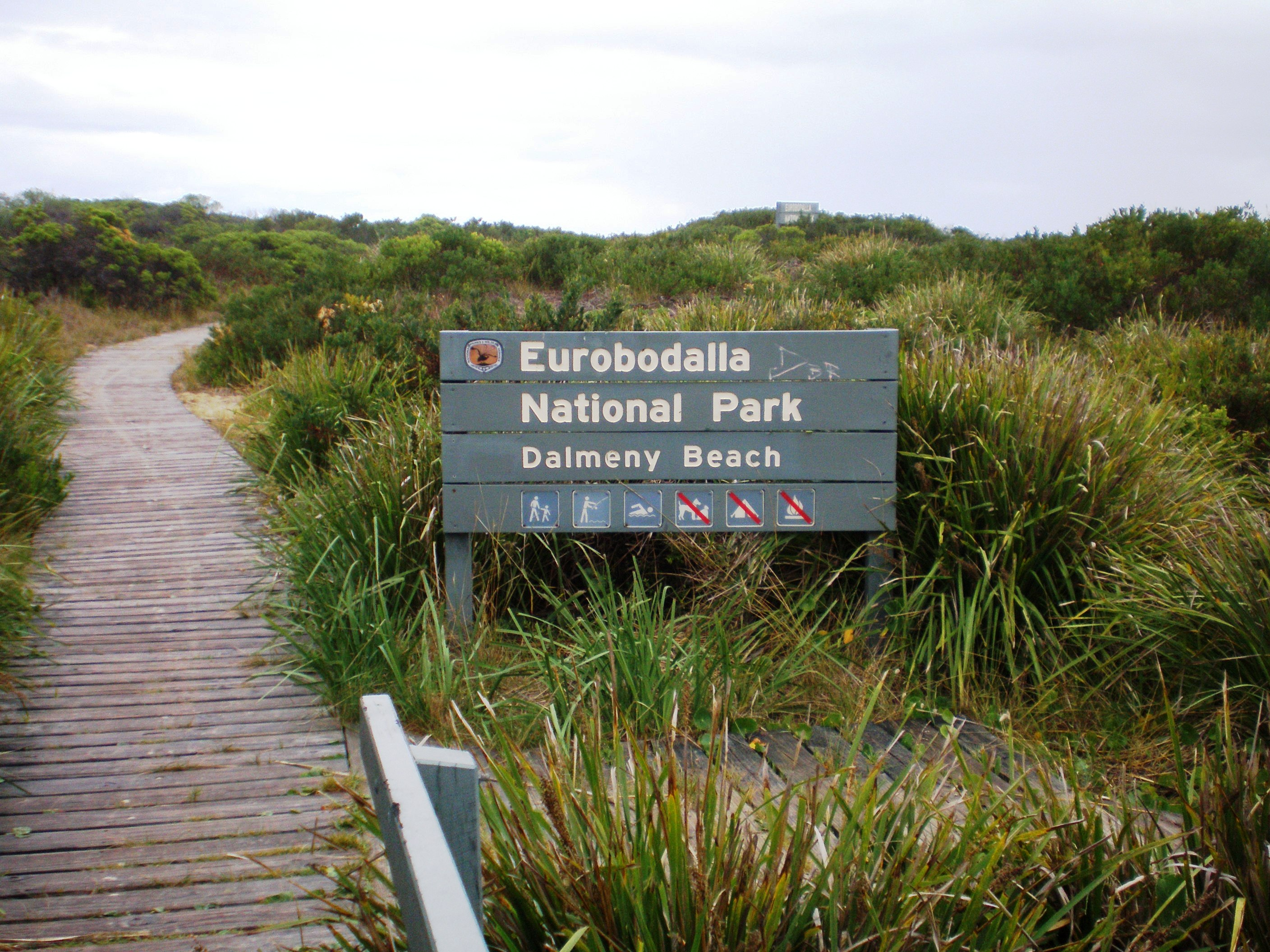
Eurobodalla National Park en Dalmeny en la costa sur de NSW.

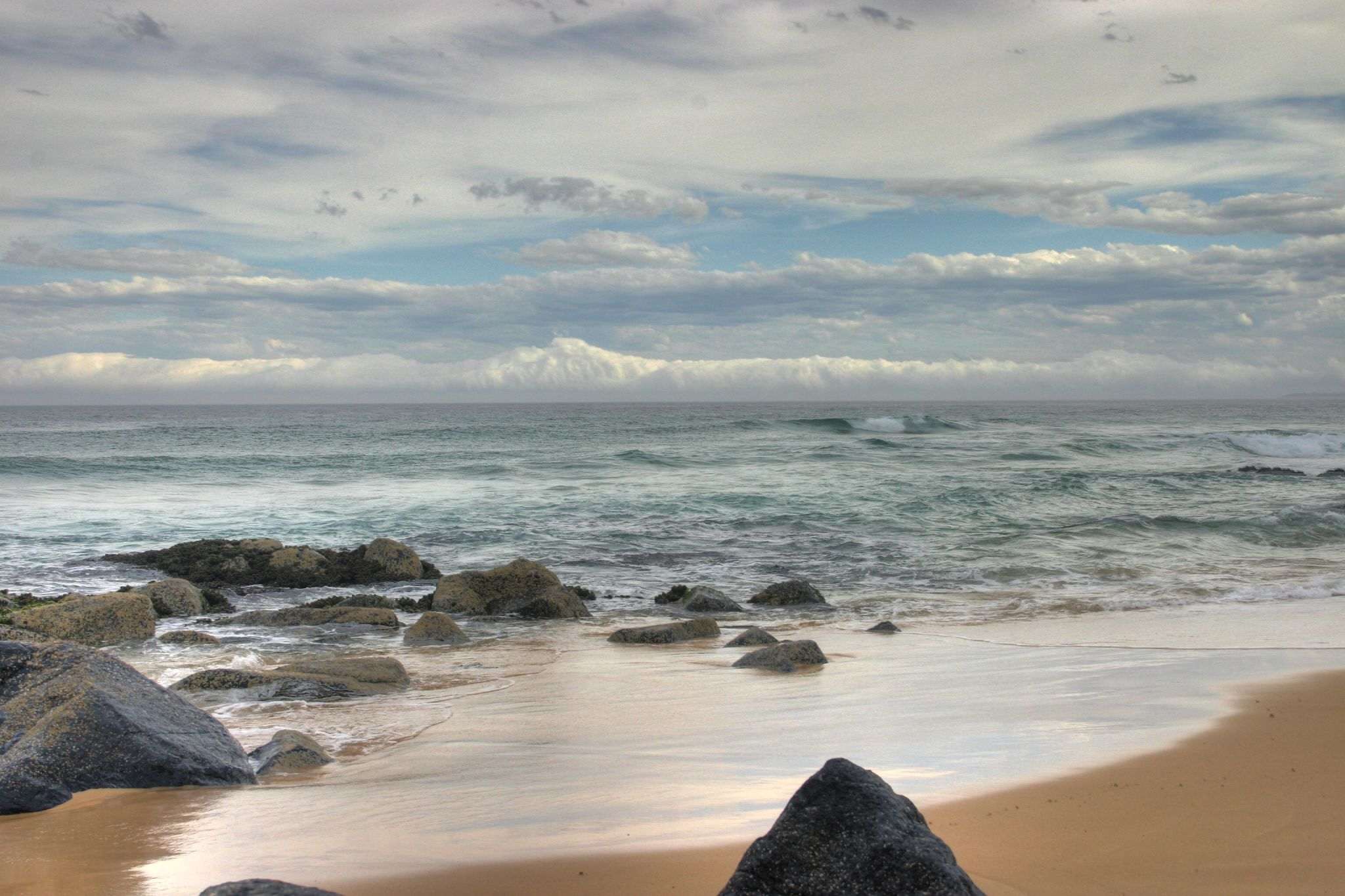
Playa 1080

- Datos: Q1374779
- Multimedia: Eurobodalla National Park / Q1374779